# Johnny Bermúdez
Johnny Bermúdez es un deportista venezolano que compitió en taekwondo. Ganó dos medallas de bronce en el Campeonato Panamericano de Taekwondo en los años 1982 y 1986.

## Palmarés internacional
| Campeonato Panamericano | Campeonato Panamericano | Campeonato Panamericano | Campeonato Panamericano |
| Año                     | Lugar                   | Medalla                 | Categoría               |
| ----------------------- | ----------------------- | ----------------------- | ----------------------- |
| 1982                    | Ponce (Puerto Rico)     | Medalla de bronce       | –56 kg                  |
| 1986                    | Guayaquil (Ecuador)     | Medalla de bronce       | –58 kg                  |